# 内维尔·席德维克
内维尔·席德维克 FRS（Nevil Vincent Sidgwick，1873年5月8日—1952年3月15日）是一位英国理论化学家，对化合价和化学键理论做出了重大贡献。
1940年与赫伯特·包维尔（Herbert Powell）提出了分子幾何與中心原子價電子數目的關聯，並獲得了貝克獎；羅納德·吉萊斯皮與羅納德·尼霍姆之後將其發展成价层电子对互斥理论。